# Setacera freidbergi
Setacera freidbergi är en tvåvingeart som beskrevs av Wayne N. Mathis 1982. Setacera freidbergi ingår i släktet Setacera och familjen vattenflugor. Inga underarter finns listade i Catalogue of Life.